# Royal Designers for Industry
Royal Designers for Industry ist eine Auszeichnung der Royal Society of Arts, die seit 1936 vergeben wird. Es gibt maximal 200 Mitglieder, die falls sie britische Staatsbürger sind das Kürzel RDI an ihren Namen hängen können. Ausländische Mitglieder sind Honorary RDIs (HonRDI), wobei es maximal halb so viele wie RDIs geben kann.
Ausgezeichnet werden alle Bereiche des Designs, von Architekten, Landschaftsplanern, Bühnenbildnern, Modedesignern, Möbeldesigner, Graphikern bis Industriedesignern.
Es gibt einen Master of the Faculty, der alle zwei Jahre gewählt wird. Neue Diplome werden auf dem jährlichen Dinner verliehen.
Beispiele für Mitglieder sind Norman Foster, Richard Rogers, Vivienne Westwood, James Dyson, Terence Conran, Mary Quant, Tim Berners-Lee, Rod Arad und Alison Brooks.